# Armenischer Fußballpokal 2021/22
Der armenische Fußballpokal 2021/22 war die 31. Austragung des Pokalwettbewerbs in Armenien.
Zwölf Mannschaften nahmen teil. Qualifiziert waren die zehn Mannschaften aus der Bardsragujn chumb 2021/22 sowie zwei Teams aus der Aradschin chumb 2021/22.

## Modus
In allen Runden wurden die Begegnungen in einem Spiel ausgetragen. Bei unentschiedenem Ausgang wurde eine Verlängerung gespielt. Stand danach kein Sieger fest, folgte ein Elfmeterschießen.

## 1. Runde
| Datum      |                   | Ergebnis              |                   |
| ---------- | ----------------- | --------------------- | ----------------- |
| 15.09.2021 | FC Schirak Gjumri | 0:1                   | Norawank SC       |
| 16.09.2021 | Lernajin Arzach   | 1:2                   | FC Ararat-Armenia |
| 17.09.2021 | FC Wan            | 2:2 n. V. (3:1 i. E.) | FC Sewan          |
| 17.09.2021 | BKMA Jerewan      | 1:2                   | FC Pjunik Jerewan |

## Viertelfinale
Die vier besten Teams der Bardsragujn chumb 2020/21 stiegen erst in dieser Runde ein.
| Datum      |                   | Ergebnis              |                       |
| ---------- | ----------------- | --------------------- | --------------------- |
| 21.11.2021 | FC Urartu Jerewan | 2:0                   | FC Alaschkert Martuni |
| 23.11.2021 | FC Pjunik Jerewan | 1:1 n. V. (2:4 i. E.) | FC Wan                |
| 24.11.2021 | Norawank SC       | 2:1                   | FC Ararat-Armenia     |
| 25.11.2021 | FC Ararat Jerewan | 1:0                   | FC Noah Jerewan       |

## Halbfinale
| Datum      |                   | Ergebnis |             |
| ---------- | ----------------- | -------- | ----------- |
| 02.04.2022 | FC Ararat Jerewan | 1:2      | Norawank SC |
| 03.04.2022 | FC Urartu Jerewan | 3:0      | FC Wan      |

## Finale
| Norawank SC                                                                      | Norawank SC | FC Urartu Jerewan | FC Urartu Jerewan |
| -------------------------------------------------------------------------------- | --- | --- | ----------------- |
| Norawank SC                                                                      | \| 8. Mai 2022 um 17:00 Uhr in Jerewan (Wasken Sarkissjan Republikanisches Stadion) \| \| Ergebnis: 2:0 (1:0) \| \| Schiedsrichter: Zaven Hovhannisyan \| | \| 8. Mai 2022 um 17:00 Uhr in Jerewan (Wasken Sarkissjan Republikanisches Stadion) \| \| Ergebnis: 2:0 (1:0) \| \| Schiedsrichter: Zaven Hovhannisyan \| | FC Urartu Jerewan |
| Norawank SC                                                                      | Henri Awagjan – Arthur Awagjan (46. Arman Mkrtchjan), Timur Rudoselskij, Temur Mustafin, Ebert (61. Norayr Nikoghosjan) – Michail Baschilow, Aram Kocharjan (75. Julius Ufuoma) – Tenton Yenne, Babou Cham, Jewgeni Kobsar (75. Karen Nalbandjan) – Shuaibu Lalle Ibrahim (85. Moses Candidus). Cheftrainer: Wahe Geworgjan | Arsen Beglarjan – Nana Antwi (68. Chariton Ajwasjan), Arman Ghasarjan, Wadim Paramonow (81. Erik Wardanjan), Petr Ten, Chirajr Margarjan – Narek Aghasarjan (81. Oleg Poljakow), Ugochukwu Iwo – Sergej Mkrtchjan (85. Karen Melkonjan) – Jonel Désiré, Artur Miranjan Cheftrainer: Robert Arsumanjan | FC Urartu Jerewan |
| Norawank SC                                                                      | 1:0 Temur Mustafin (29.) 2:0 Tenton Yenne (77.) | | FC Urartu Jerewan |
| Norawank SC                                                                      | Jewgeni Kobsar, Temur Mustafin, Trainer Wahe Geworgjan | | FC Urartu Jerewan |
| 8. Mai 2022 um 17:00 Uhr in Jerewan (Wasken Sarkissjan Republikanisches Stadion) | | |                   |
| Ergebnis: 2:0 (1:0)                                                              | | |                   |
| Schiedsrichter: Zaven Hovhannisyan                                               | | |                   |